# Elena Sancho
Elena Sancho Murillo (nascida a 26 de Janeiro de 1989) é uma política espanhola do Partido Socialista Operário Espanhol que foi eleita membro do Parlamento Europeu em 2024. É vereadora da cidade de Ribaforada e membro do comité do Partido Socialista de Navarra. Até 2018, foi membro do executivo da Juventude Socialista da Espanha e, até 2020, membro do executivo da Juventude Socialista de Navarra.